# Коэффициент угленасыщенности
Коэффициент (рабочей) угленасыщенности (Кугн, м/м) — отношение суммарной (рабочей) мощности угля в данной точке к суммарной мощности вскрыши в этой точке. Числитель и знаменатель этого отношения измеряется в метрах (м/м). Термин применяется в угольной геологии для характеристики месторождений угля и сравнения его участков при открытом способе разработки. Наряду с коэффициентом вскрыши позволяет определить наиболее перспективные участки для отработки.